# Management (Film)
Management ist ein romantisches Comedy-Drama von Regisseur Stephen Belber aus dem Jahr 2008. Die Hauptrollen spielen Jennifer Aniston und Steve Zahn, in einer Nebenrolle ist Woody Harrelson zu sehen.

## Handlung
Mike arbeitet im Motel seiner Eltern an der alten Route 66. Eines Tages ist Sue, die für eine Firma in Baltimore mit Kunst handelt, Übernachtungsgast in dem Motel. Mike verliebt sich sofort in sie und schließlich geht Sue sogar auf seine unbeholfenen Annäherungsversuche ein und schläft mit ihm.
Nachdem Sue wieder abgereist ist, realisiert Mike, dass seine Gefühle für sie tiefer gehen. Er stattet Sue einen Überraschungsbesuch in Baltimore ab, muss jedoch feststellen, dass Sue wieder mit ihrem Ex-Freund Jango liiert ist.
Mike will sein Glück mit Sue jedoch nicht kampflos aufgeben und lässt sich allerhand einfallen, um sie für sich zu gewinnen.

## Hintergrund

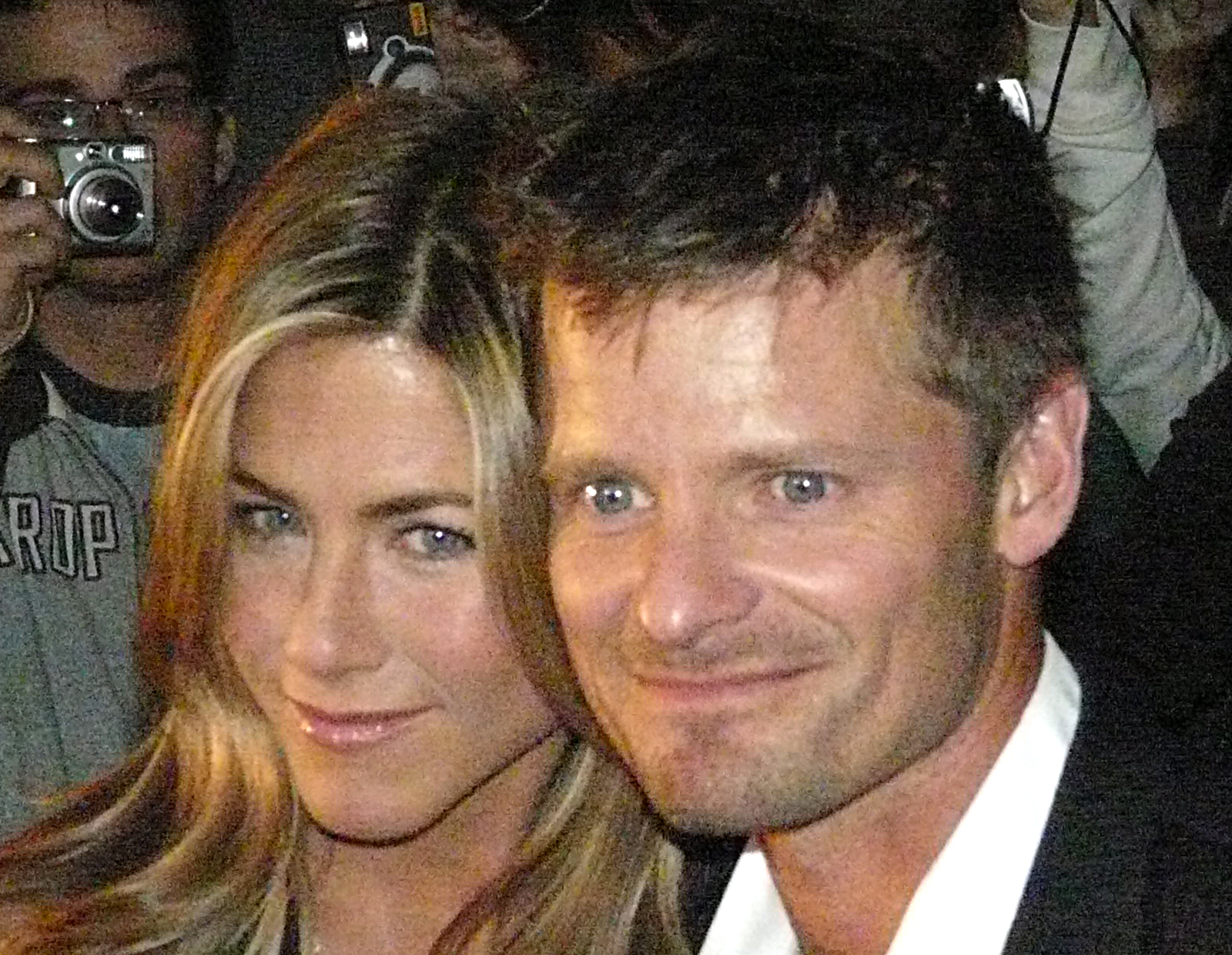
Aniston und Zahn bei der Filmpremiere 2008 in Toronto

Die Dreharbeiten fanden von Oktober bis November 2007 in Portland, Oregon statt.
Der Film feierte seine Premiere am 7. September 2008 beim Toronto International Film Festival und erschien im Mai 2009 als limitierte Kinoveröffentlichung in den USA. Dort spielte er in 212 Kinos insgesamt 934.658 US-Dollar ein. In Deutschland erschien der Film am 10. Februar 2009 im Kino, die DVD-Veröffentlichung folgte am 21. Januar 2010.
In Management standen Jennifer Aniston und Steve Zahn bereits zum dritten Mal für dasselbe Projekt vor der Kamera. 1995 hatte Zahn einen Gastauftritt bei Friends und 1998 spielten beide in dem Film Liebe in jeder Beziehung.
Aniston wollte sich für die Rolle der Sue ein anderes Aussehen verpassen. Da sie sich ihre blonden Haare jedoch nicht abschneiden lassen wollte, trug sie während der Dreharbeiten eine mehrere tausend Dollar teure, braune Perücke.

## Rezensionen
‚Management‘ hat zwei Dinge, die für ihn sprechen: Steve Zahn und Jennifer Aniston. […] Die Chemie der beiden Hauptdarsteller macht den Film zu einem seichten, aber ungenierten Vergnügen.

“Trotz seiner unplausiblen Geschichte bleibt der Film dank seiner Hauptdarsteller liebenswert.”

“Unklar, ob es sich um eine romantische Komödie, eine irrsinnige Farce oder eine nachdenkliche Studie zweier
emotional verklemmter Verlierer auf der Suche nach Erfüllung handelt, ist der Film letztlich bloß ein reines Durcheinander; aber ein faszinierendes.”

„Eine exzellent besetzte, perfekt inszenierte romantische Komödie, auf eine erstaunlich frisch-unterhaltende Art erzählt.“